# Pisarka (Kocina)
Pisarka – część wsi Kocina w Polsce położona w województwie świętokrzyskim, w powiecie kazimierskim, w gminie Opatowiec.
W latach 1975–1998 Pisarka administracyjnie należała do województwa kieleckiego.